# مسح جغرافيا فلسطين
```
مسح فلسطين لصندوق استكشاف فلسطين
 كان سلسلة من الاستطلاعات التي أجراها 
صندوق استكشاف فلسطين
 (PEF) بين عامي 1872 و 1877 
لمسح غرب فلسطين
 وفي عام 1880 
لمسح شرق فلسطين
 . تم إجراء المسح بعد نجاح مسح قسم الذخائر 
للقدس
 من قبل PEF الذي تم إنشاؤه حديثًا، بدعم من مكتب الحرب. تم إنتاج 26 خريطة لـ «فلسطين الغربية» وخريطة واحدة لـ «فلسطين الشرقية». وكان هذا أول رسم خرائط علمية كاملة لفلسطين.
```

بالإضافة إلى كونها مسحًا جغرافيًا، جمعت المجموعة الآلاف من أسماء الأماكن بهدف تحديد المواقع التوراتية والتلمودية والمسيحية المبكرة والحروب الصليبية. أسفر المسح عن نشر خريطة لفلسطين تتكون من 26 ورقة، بمقياس 1: 63360، وهي الخريطة الأكثر تفصيلاً ودقة لفلسطين المنشورة في القرن التاسع عشر. يمثل مسح صندوق استكشاف فلسطين ذروة عمل رسم الخرائط في فلسطين في القرن التاسع عشر. 
على الرغم من أن قداسة فلسطين كانت حافزًا مهمًا للعديد من أعضاء صندوق استكشاف فلسطين، إلا أن تخصيص المهندسين الملكيين بالجيش البريطاني لتنفيذ المسح كان نتيجة للمصالح الاستراتيجية البريطانية، وخاصة قرب قناة السويس. 
أدت شعبية المنشورات إلى نمو الصهيونية بين اليهود. 

## مشاركة مكتب الحرب
نتيجة لأعمال المسح الفرنسية في الجليل عام 1870، انضم تشارلز ويلسون إلى إدارة الطوبوغرافيا في إدارة المخابرات في مكتب الحرب في لندن.  بالإضافة إلى ذلك، فإن اندلاع الحرب الروسية التركية (1877–1878) وفر ضرورة إستراتيجية أخرى للحكومة البريطانية لضمان إكمال أعمال المسح.  كتب الكولونيل هوم Home من مكتب الحرب البريطاني في أيار 1877: «إذا احتلت روسيا أرمينيا التركية، فستكون تحت تصرفها وديان الفرات ودجلة وستسيطر تمامًا على خليج سودروم إذا لم تحتل بالفعل ستصبح سوريا وخاصة وادي الأردن ذات أهمية كبيرة لأنها تقدم أسهل طريق للتقدم على قناة السويس - في ظل هذه الظروف، من الأهمية بمكان أن يكون لدينا خرائط جيدة للبلاد». 

 أوضح موسكروب John James Moscrop طبيعة مشاركة مكتب الحرب في أعمال المسح، في دراسة تفصيلية. نتج نجاح المسح عن قيام مكتب الحرب بتقديم الدعم إلى صندوق استكشاف فلسطين، ووهذا بدوره وفر غطاء لمكتب الحرب.  لخصت مراجعة حاييم غورين Haim Goren ما يلي: 
 يخطئ موسكروب في إظهار الكيفية التي شاركت بها الهيئات الحكومية المختلفة، وخاصة مكتب الحرب، في جميع مراحل مسح غرب فلسطين. ويوضح كيف كان ويلسون عمليًا يعمل كحلقة وصل بين الحكومة واللجنة التنفيذية لصندوق الاستكشاف الفلسطيني، التي كان عضوًا فيها... كما يصف كيف تم إيقاف النشر العام للخرائط والمذكرات حتى انتهاء مكتب الحرب معهم لأغراضها الخاصة. وأخيرًا، يعيد موسكروب إعادة فحص المدفوعات التي قام بها الصندوق لأولئك المشاركين في المسح. وكشف عن أنه، في معظم الفترة ذات الصلة، لا يوجد أي ذكر لأية مدفوعات لرواتب المهندسين الملكي. من المفترض أن الأموال جاءت من مصدر مختلف تمامًا - ذلك الذي كانت تأتي منه رواتب الرجال دائمًا، وهي مكتب الحرب في لندن.  
 تم التخلي عن «مسح شرق فلسطين» جزئياً بسبب تغيير الأولوية للحكومة البريطانية، التي أصبحت تركز على الأحداث التي نشأت حتى الفتح البريطاني لمصر (1882) .  كتب موسكروب: «إن التخلي عن المسح الشرقي يوضح الارتباط الوثيق بين مكتب الحرب ووزارة المخابرات والصندوق وحقيقة أن هذا المسح مثل سلفه، المسح الغربي، لم يكن مسحًا مستقلًا من الصندوق». 

## المسوحات
تم تنفيذ معظم أعمال المسح من قبل المهندسين الملكي.

### مسح وحفريات القدس
قام مساحون صندوق استكشاف فلسطين، بقيادة وارن Charles Warren، بأعمال المسح والتنقيب في القدس بين ربيع 1867 ونيسان 1870، بناءً على مسح قسم الذخائر للقدس 1864 إلى 1865 .
خلال فترات إقامته الثلاث في المنطقة (1865-1872، 1873-1874 و1881-1882)، قاد كليرمون-جانو Charles Simon Clermont-Ganneau بعض المراحل المنفصلة من أعمال المسح التي تم إجراؤها ونشرها من قبل صندوق استكشاف فلسطين.

### مسح غرب فلسطين
وصلت مجموعة المسح الأولية إلى يافا في أوائل تشرين الثاني 1871 بقيادة النقيب ستيوارت Richard Warren Stewart . انضم تيرويت دريك Charles Francis Tyrwhitt-Drake إلى المجموعة في 17 كانون الأول، في ذلك الوقت مرض الكابتن ستيوارت وعاد إلى بريطانيا. انضم الملازم كلود رينييه كوندر البالغ من العمر 23 عامًا لقيادة المجموعة في 17 حزيران 1872، قبل ذلك تم مسح 560 متر مربع.
تم مسح ما مجموعه 1250 مترًا مربعًا بنهاية كانون الأول 1872، و 1800 بحلول 8 تموز 1873، و 2300 متر مربع بحلول 22 كانون الثاني 1874، و 3000 بحلول 23 نيسان 1874. توفي تيرويت دريك بسبب الحمى (التي يُعتقد أنها ملاريا) في 23 أيار 1874،  وفي 19 تشرين الثاني 1874، انضم الملازم هربرت كيتشنر البالغ من العمر 24 عامًا ليحل محله.
تم مسح 3500 متر مربع بحلول 8 كانون الأول 1874، و 4700 بحلول 30 كانون الثاني 1875. تم تعليق المسح لمدة 15 شهرًا بعد حادثة وقعت في حزيران 1875 عندما هاجمت مجموعة من الجزائريين أعضاء الفريق بالقرب من صفد. عاد كتشنر إلى المنطقة، واستكمل ما تبقى من المسح بين 27 شباط 1877 و 27 أيلول، بمساحة إجمالية بلغت 6040 متر مربع.

### مسح شرق فلسطين
تم إجراء المسح بين آب وتشرين الأول 1881 من قبل فريق بقيادة الكابتن كوندر. قاموا بمسح 510 متر مربع من الأرض ذات الكثافة السكانية المنخفضة، والتي تغطي مساحة تضم عمان، ثم مجموعة غير مأهولة تقريبًا من الآثار الرومانية، ومادبا التي أعيد تسكينها مؤخرًا.

## القيادة
قاد الاستطلاع في أوقات مختلفة أربعة من كبار المهندسين الملكيين:
- النقيب ويلسون (لاحقًا الكولونيل السير تشارلز ويلسون، الذي قاد في عام 1885 المرحلة النهائية من رحلة النيل)؛ [16]
- الكابتن وارن (لاحقًا الجنرال السير تشارلز وارن، الذي كان في عام 1888 مفوضًا لقوة شرطة لندن أثناء تحقيق جاك جاك السفاح)؛ [16]
- اللفتنانت كوندر (لاحقًا الكولونيل كوندر، الذي أصبح مؤلفًا غزيرًا في تاريخ الشرق الأوسط القديم، وبعد قرن تقريبًا من اتهامه بأنه جاك السفاح)؛ [17] و
- الملازم كيتشنر (لاحقًا المشير اللورد كيتشنر، ووزير الخارجية البريطاني للحرب في بداية الحرب العالمية الأولى). [16]

## معرض

### خرائط مركبة

مفتاح 26 خريطة
خريطة مركبة
الصرف الطبيعي والسلاسل الجبلية
العهد الجديد
العهد القديم

### فلسطين الشرقية

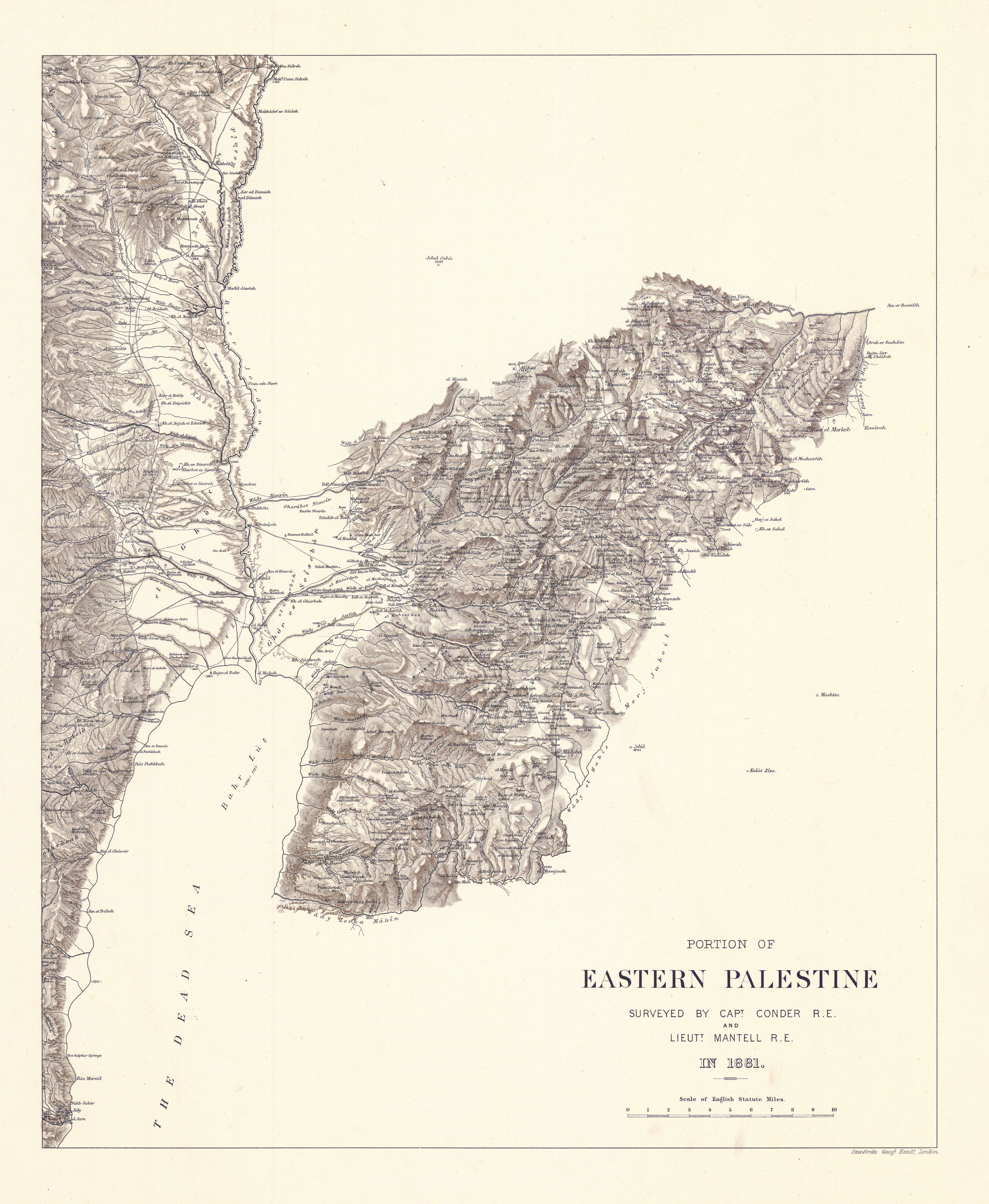

### 26 خرائط لفلسطين الغربية
ست وعشرون صفحة من الخريطة
| أ                                                                                                 | ب | ج | د |   |
|                                                                                                   |   |   |   | 1 |
| ------------------------------------------------------------------------------------------------- | - | - | - | - |
|                                                                                                   |   |   |   | 2 |
|                                                                                                   |   |   |   | 3 |
|                                                                                                   |   |   |   | 4 |
|                                                                                                   |   |   |   | 5 |
|                                                                                                   |   |   |   | 6 |
|                                                                                                   |   |   |   | 7 |
|                                                                                                   |   |   |   | 8 |
|                                                                                                   |   |   |   | 9 |
| كل ورقة هي صورة منفصلة قابلة للنقر. تتوفر ملفات عالية الدقة من مجموعة خرائط ديفيد رمزي التاريخية. |   |   |   |   |

### المسح

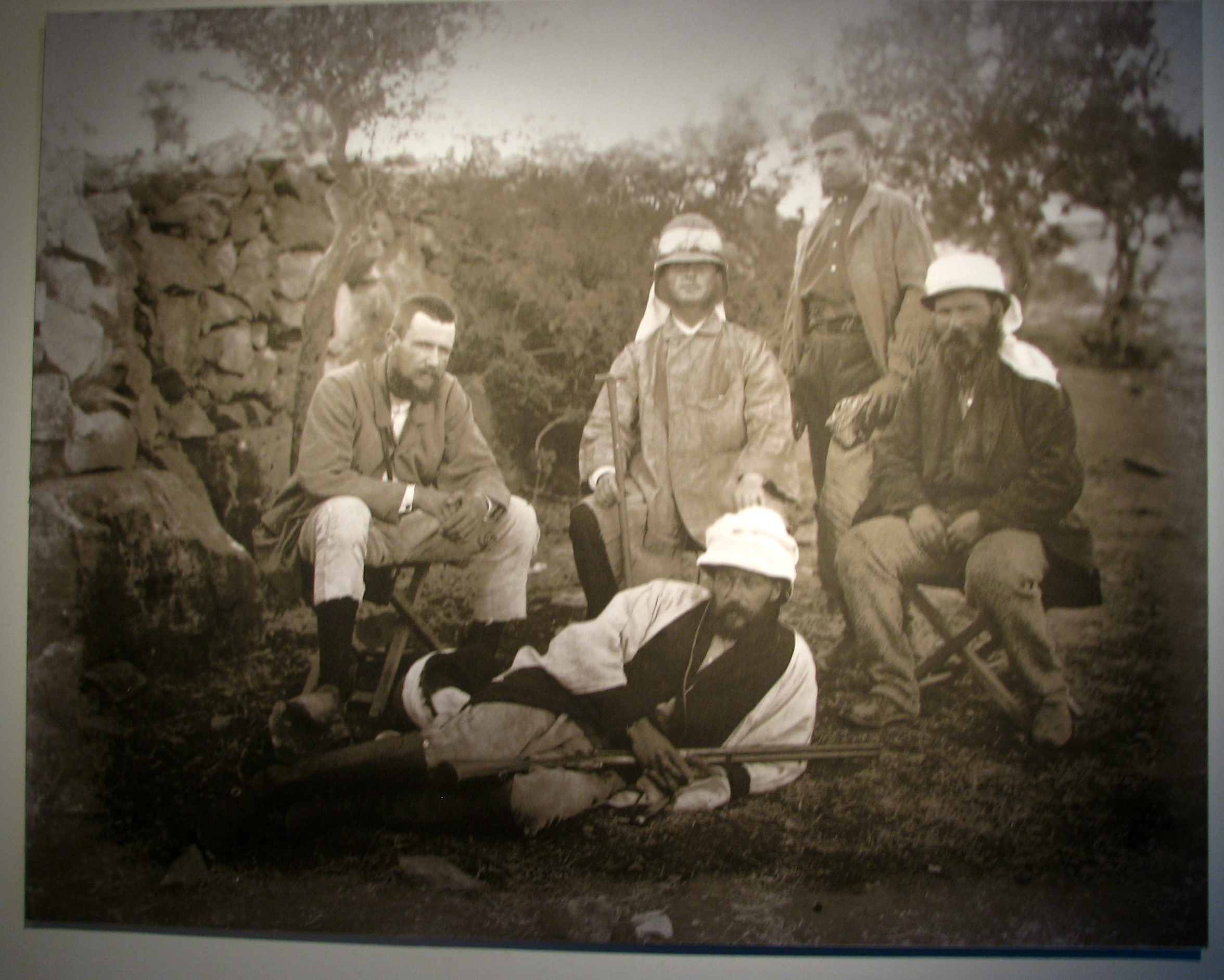
حفلة تشارلز وارن في القدس
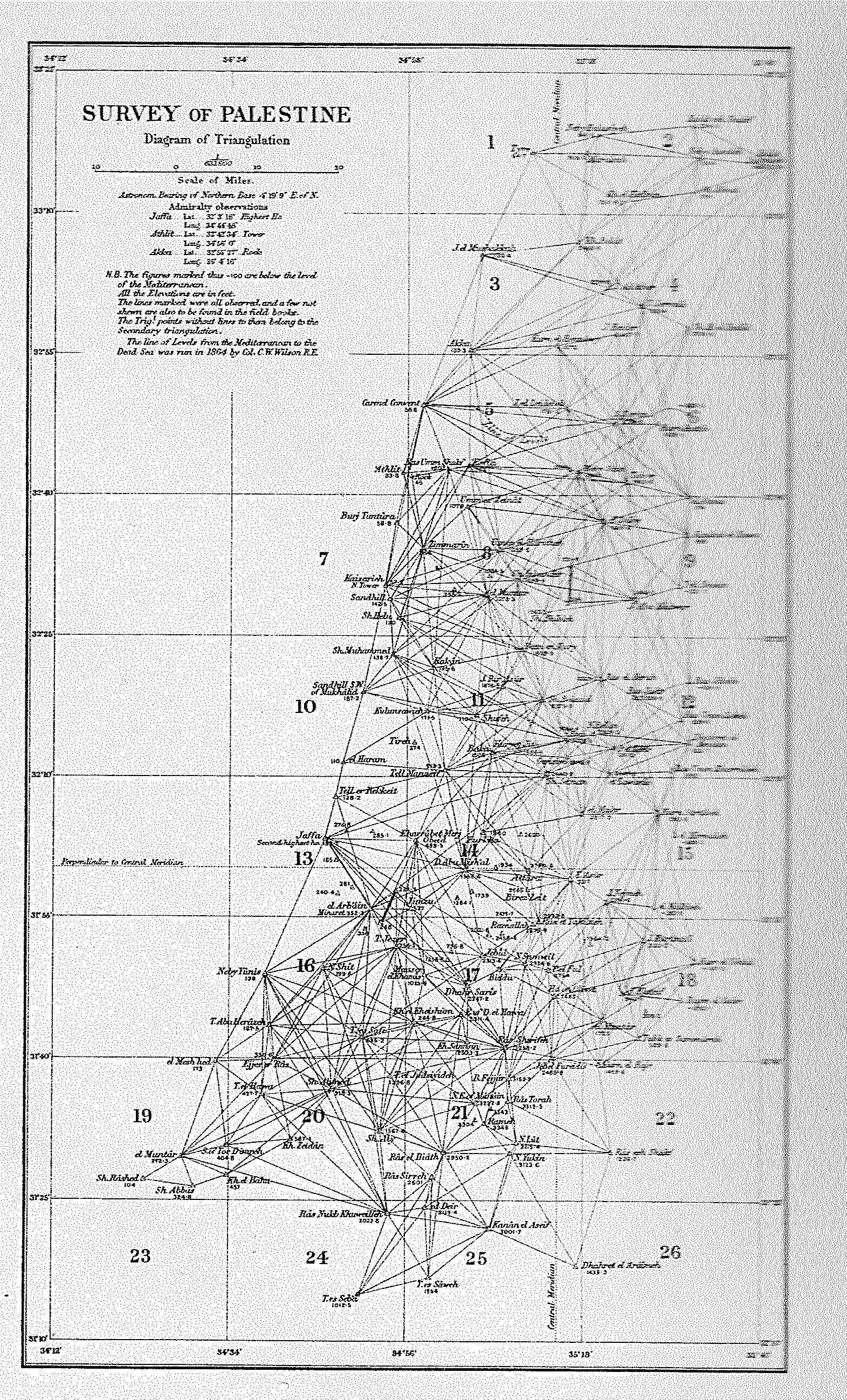
شبكة التثليث
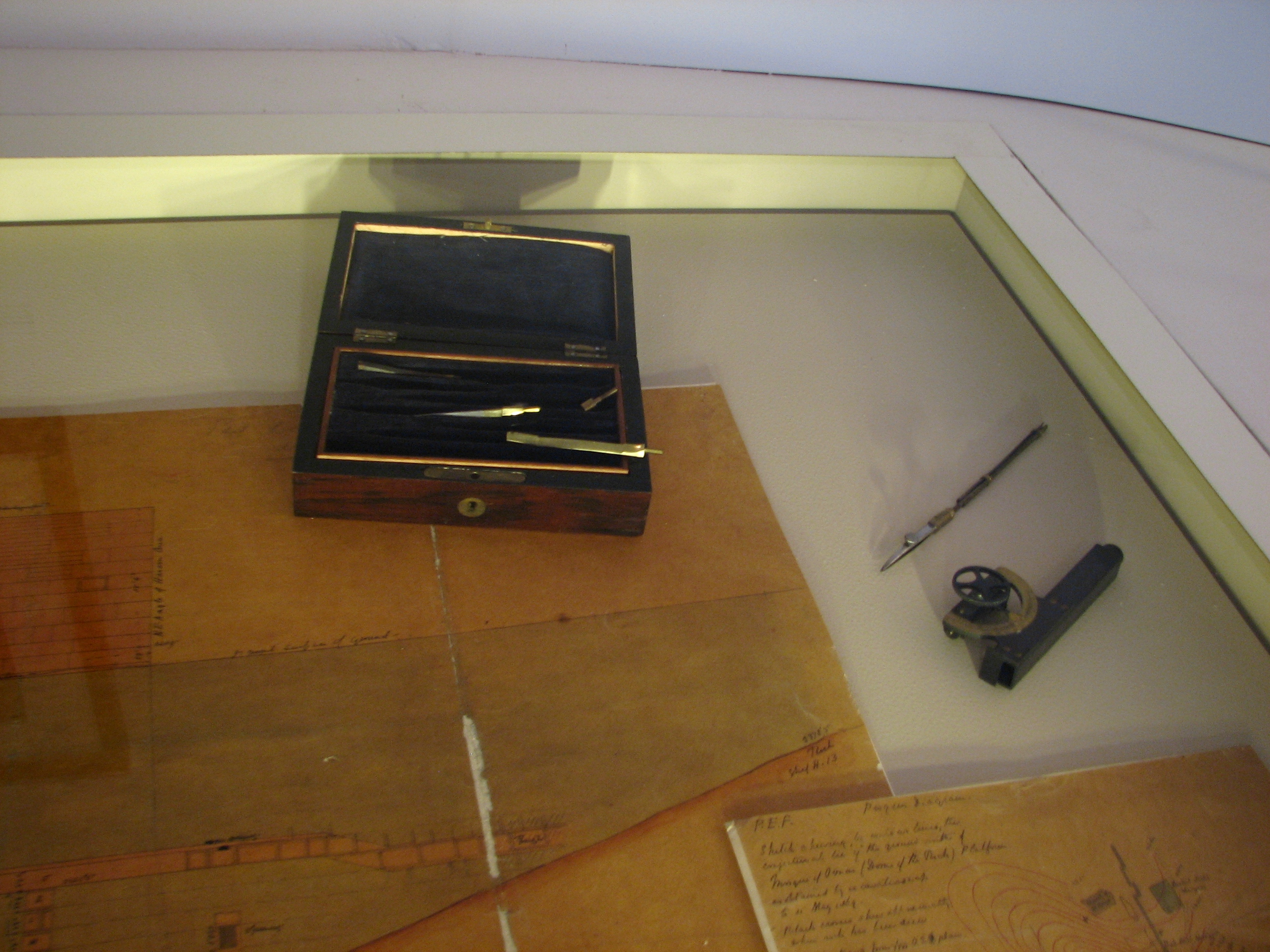
أدوات الكتابة ، صندوق ، بوصلة وجهاز ملاحة استخدمها المساحون PEF
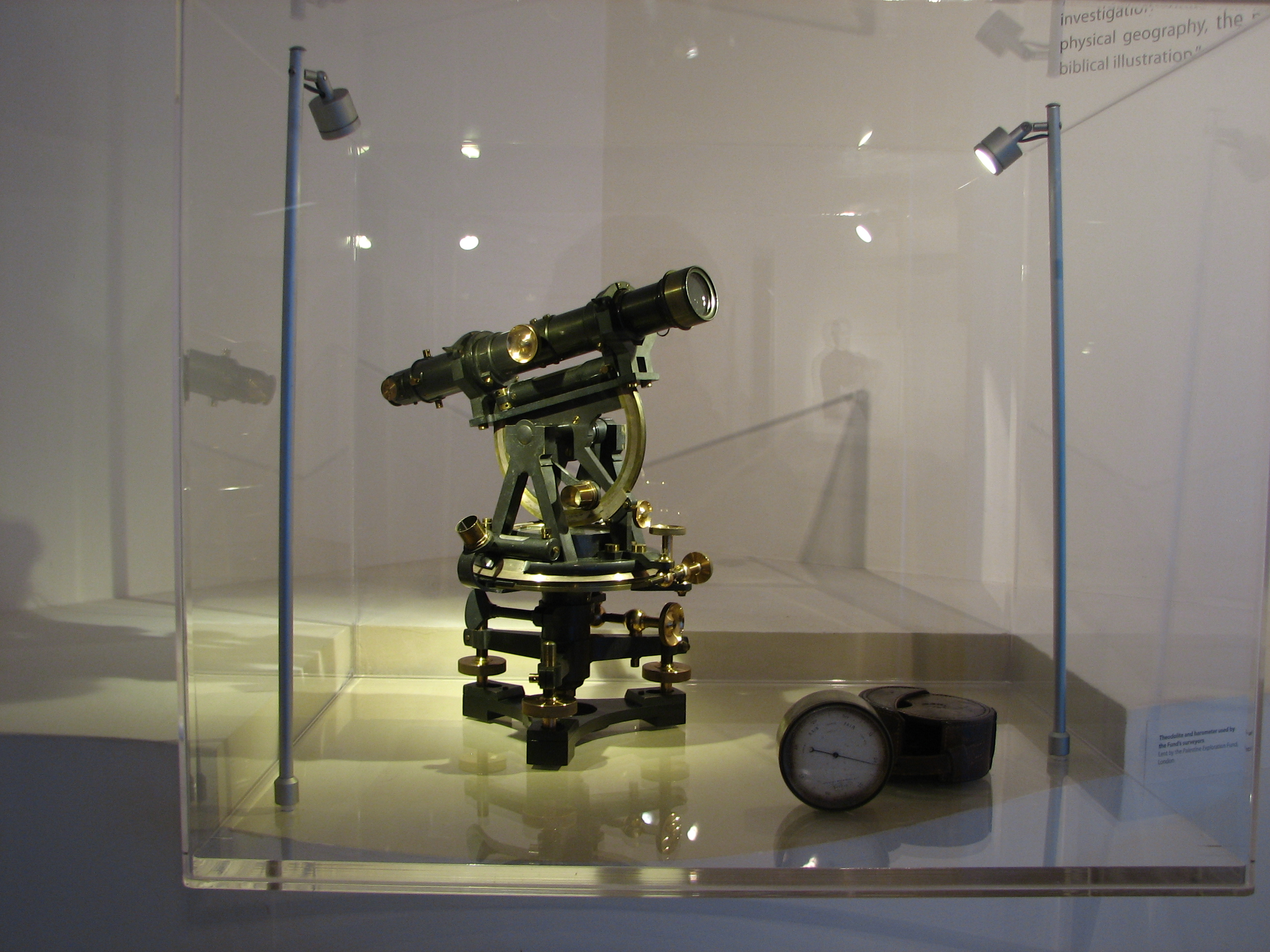
الثيودوليت والبارومتر اللذان استخدمهما المساحون في صندوق استكشاف فلسطين

## قائمة المراجع